# Johann Kircher
Johann Kircher (* 2. August 1610 in Tübingen; † 17. Jahrhundert) war ein deutscher katholischer Geistlicher.

## Leben
Johann Kircher wurde in Tübingen am 2. August 1610 geboren, der Großteil seines Lebenslaufes ist jedoch unbekannt. Naheliegend ist, dass er im 17. Jahrhundert starb, an der Universität in seiner Heimatstadt studierte und als Nächstes in Württemberg als evangelischer Prediger tätig war. Im Jahr 1638 allerdings wechselte er zum Katholizismus über und zog nach Wien. Dort veröffentlichte er im Jahr 1640 das Werk M. Joannis Kircheri Aetiologia, in qua migrationis suae ex Lutherana Synagoga in Ecclesiam veras et solidas rationes succincte exponit et perspicue, doctisque omnibus … pie, accurate et modeste considerandas proponit autor. Das Buch war Emerich Losi, dem Graner Erzbischof, gewidmet und erwähnt zudem, dass Losi, der zugleich Primas von Ungarn war, Kircher in Ungarn eine Stelle als Geistlicher oder Hochschullehrer ermöglichte. Diese Stelle jedoch wurde nicht genauer beschrieben. Wenige Jahre nach dieser Ernennung jedoch soll Johann Kircher gestorben sein.